# Michèle Bernstein
Michèle Bernstein (født 28. april 1932) er en fransk forfatter og medlem af avantgardegruppen Situationistisk Internationale, som Asger Jorn og Guy Debord også var medlemmer af. Bernstein spillede en vigtig rolle i de første år af gruppens eksistens og skrev to parodiske romaner om det liv, som situationisterne levede, Tous les chevaux du roi (1960) og La Nuit (1961). De drev rundt i Paris på kant med loven var fulde og eksperimenterede med at leve kunst som en revolutionær handling.